# Seznam prvouvrščenih singlov 2014 (Slovenija)
Seznam prvouvrščenih singlov Slovenije 2014 iz uradne nacionalne lestvice SloTop50, združene v 61 slovenskih radijskih postaj, ki jo združenje SAZAS samodejno obračunava tedensko, mesečno in letno.

## Lestvica

### Tedenska
Prvo mesto lestvice in najvišje uvrščena domača skladba za vsak teden
| Št.   | Teden | Izid lestvice      | Skladba na prvem mestu lestvice | Izvajalec                               |                    | Top domača skladba | Top domači izvajalec |
| ----- | ----- | ------------------ | ------------------------------- | --------------------------------------- | ------------------ | ------------------ | -------------------- |
| re    | 53    | 5. januar 2014     | "Wake Me Up"                    | Avicii feat. Aloe Blacc                 | "Srečno novo leto" | Rok'n'Band         |                      |
| 14    | 54    | 12. januar 2014    | "Timber"                        | Pitbull feat. Kesha                     | "Nov dan"          | Muff               |                      |
| 14    | 55    | 19. januar 2014    | "Timber"                        | Pitbull feat. Kesha                     | "Nov dan"          | Muff               |                      |
| 14    | 56    | 26. januar 2014    | "Timber"                        | Pitbull feat. Kesha                     | "Nov dan"          | Muff               |                      |
| 14    | 57    | 2. februar 2014    | "Timber"                        | Pitbull feat. Kesha                     | "Nov dan"          | Muff               |                      |
| 14    | 58    | 9. februar 2014    | "Timber"                        | Pitbull feat. Kesha                     | "Nov dan"          | Muff               |                      |
| 14    | 59    | 16. februar 2014   | "Timber"                        | Pitbull feat. Kesha                     | "Pozitivne misli"  | Dan D              |                      |
| 14    | 60    | 23. februar 2014   | "Timber"                        | Pitbull feat. Kesha                     | "Pozitivne misli"  | Dan D              |                      |
| 14    | 61    | 2. marec 2014      | "Timber"                        | Pitbull feat. Kesha                     | "Pozitivne misli"  | Dan D              |                      |
| 15    | 62    | 9. marec 2014      | "Stolen Dance"                  | Milky Chance                            | "Pozitivne misli"  | Dan D              |                      |
| 16    | 63    | 16. marec 2014     | "Spet"                          | Tinkara Kovač                           | "Spet"             | Tinkara Kovač      |                      |
| 16    | 64    | 23. marec 2014     | "Spet"                          | Tinkara Kovač                           | "Spet"             | Tinkara Kovač      |                      |
| re    | 65    | 30. marec 2014     | "Stolen Dance"                  | Milky Chance                            | "Spet"             | Tinkara Kovač      |                      |
| 17    | 66    | 6. april 2014      | "Happy"                         | Pharrell Williams                       | "Spet"             | Tinkara Kovač      |                      |
| 18    | 67    | 13. april 2014     | "Addicted to You"               | Avicii                                  | "Spet"             | Tinkara Kovač      |                      |
| re    | 68    | 20. april 2014     | "Happy"                         | Pharrell Williams                       | "Spet"             | Tinkara Kovač      |                      |
| re    | 69    | 27. april 2014     | "Addicted to You"               | Avicii                                  | "Spet"             | Tinkara Kovač      |                      |
| re    | 70    | 4. maj 2014        | "Happy"                         | Pharrell Williams                       | "Spet"             | Tinkara Kovač      |                      |
| re    | 71    | 11. maj 2014       | "Spet"                          | Tinkara Kovač                           | "Spet"             | Tinkara Kovač      |                      |
| 19    | 72    | 18. maj 2014       | "Waves"                         | Mr. Probz                               | "Spet"             | Tinkara Kovač      |                      |
| 20    | 73    | 25. maj 2014       | "Budapest"                      | George Ezra                             | "Spet"             | Tinkara Kovač      |                      |
| 20    | 74    | 1. junij 2014      | "Budapest"                      | George Ezra                             | "Spet"             | Tinkara Kovač      |                      |
| 20    | 75    | 8. junij 2014      | "Budapest"                      | George Ezra                             | "Spet"             | Tinkara Kovač      |                      |
| 20    | 76    | 15. junij 2014     | "Budapest"                      | George Ezra                             | "Spet"             | Tinkara Kovač      |                      |
| 20    | 77    | 22. junij 2014     | "Budapest"                      | George Ezra                             | "Spet"             | Tinkara Kovač      |                      |
| 20    | 78    | 29. junij 2014     | "Budapest"                      | George Ezra                             | "Spet"             | Tinkara Kovač      |                      |
| re 21 | 79    | 6. julij 2014      | "Budapest" "Summer"             | George Ezra Calvin Harris               | "Spet"             | Tinkara Kovač      |                      |
| re    | 80    | 13. julij 2014     | "Summer"                        | Calvin Harris                           | "Spet"             | Tinkara Kovač      |                      |
| re    | 81    | 20. julij 2014     | "Summer"                        | Calvin Harris                           | "Spet"             | Tinkara Kovač      |                      |
| re    | 82    | 27. julij 2014     | "Summer"                        | Calvin Harris                           | "Spet"             | Tinkara Kovač      |                      |
| re    | 83    | 3. avgust 2014     | "Budapest"                      | George Ezra                             | "Spet"             | Tinkara Kovač      |                      |
| re    | 84    | 10. avgust 2014    | "Budapest"                      | George Ezra                             | "Spet"             | Tinkara Kovač      |                      |
| re    | 85    | 17. avgust 2014    | "Budapest"                      | George Ezra                             | "Spet"             | Tinkara Kovač      |                      |
| re    | 86    | 24. avgust 2014    | "Budapest"                      | George Ezra                             | "Spet"             | Tinkara Kovač      |                      |
| re    | 87    | 31. avgust 2014    | "Budapest"                      | George Ezra                             | "Spet"             | Tinkara Kovač      |                      |
| 22    | 88    | 7. september 2014  | "Prayer in C"                   | Lilly Wood and the Prick & Robin Schulz | "Po dežju"         | Nika Zorjan        |                      |
| 22    | 89    | 14. september 2014 | "Prayer in C"                   | Lilly Wood and the Prick & Robin Schulz | "Po dežju"         | Nika Zorjan        |                      |
| 22    | 90    | 21. september 2014 | "Prayer in C"                   | Lilly Wood and the Prick & Robin Schulz | "Lovin' Me"        | Maraaya            |                      |
| 22    | 91    | 28. september 2014 | "Prayer in C"                   | Lilly Wood and the Prick & Robin Schulz | "Po dežju"         | Nika Zorjan        |                      |
| 23    | 92    | 5. oktober 2014    | "Rude"                          | Magic!                                  | "Po dežju"         | Nika Zorjan        |                      |
| re    | 93    | 12. oktober 2014   | "Prayer in C"                   | Lilly Wood and the Prick & Robin Schulz | "Po dežju"         | Nika Zorjan        |                      |
| re    | 94    | 19. oktober 2014   | "Prayer in C"                   | Lilly Wood and the Prick & Robin Schulz | "Lovin' Me"        | Maraaya            |                      |
| re    | 95    | 26. oktober 2014   | "Prayer in C"                   | Lilly Wood and the Prick & Robin Schulz | "Lovin' Me"        | Maraaya            |                      |
| 24    | 96    | 2. november 2014   | "All of Me"                     | John Legend                             | "Po dežju"         | Nika Zorjan        |                      |
| re    | 97    | 9. november 2014   | "Prayer in C"                   | Lilly Wood and the Prick & Robin Schulz | "Lovin' Me"        | Maraaya            |                      |
| 25    | 98    | 16. november 2014  | "All About That Bass"           | Meghan Trainor                          | "Lovin' Me"        | Maraaya            |                      |
| 25    | 99    | 23. november 2014  | "All About That Bass"           | Meghan Trainor                          | "Lovin' Me"        | Maraaya            |                      |
| 25    | 100   | 30. november 2014  | "All About That Bass"           | Meghan Trainor                          | "Lovin' Me"        | Maraaya            |                      |
| 25    | 101   | 7. december 2014   | "All About That Bass"           | Meghan Trainor                          | "Lovin' Me"        | Maraaya            |                      |
| 25    | 102   | 14. december 2014  | "All About That Bass"           | Meghan Trainor                          | "Lovin' Me"        | Maraaya            |                      |
| 25    | 103   | 21. december 2014  | "All About That Bass"           | Meghan Trainor                          | "Lovin' Me"        | Maraaya            |                      |
| 25    | 104   | 28. december 2014  | "All About That Bass"           | Meghan Trainor                          | "Lovin' Me"        | Maraaya            |                      |

### Mesečna
Prvo mesto lestvice in najvišje uvrščena domača skladba za vsak mesec
| Št. | Teden | Izid lestvice  | Skladba na prvem mestu lestvice | Izvajalec                               |             | Top domača skladba | Top domači izvajalec |
| --- | ----- | -------------- | ------------------------------- | --------------------------------------- | ----------- | ------------------ | -------------------- |
| 8   | 13    | Januar 2014    | "Timber"                        | Pitbull feat. Kesha                     | "Nov dan"   | Muff               |                      |
| 8   | 14    | Februar 2014   | "Timber"                        | Pitbull feat. Kesha                     | "Nov dan"   | Muff               |                      |
| 9   | 15    | Marec 2014     | "Stolen Dance"                  | Milky Chance                            | "Spet"      | Tinkara Kovač      |                      |
| 10  | 16    | April 2014     | "Happy"                         | Pharrell Williams                       | "Spet"      | Tinkara Kovač      |                      |
| 11  | 17    | Maj 2014       | "Spet"                          | Tinkara Kovač                           | "Spet"      | Tinkara Kovač      |                      |
| 12  | 18    | Junij 2014     | "Budapest"                      | George Ezra                             | "Spet"      | Tinkara Kovač      |                      |
| 13  | 19    | Julij 2014     | "Summer"                        | Calvin Harris                           | "Spet"      | Tinkara Kovač      |                      |
| re  | 20    | Avgust 2014    | "Budapest"                      | George Ezra                             | "Spet"      | Tinkara Kovač      |                      |
| 14  | 21    | September 2014 | "Prayer in C"                   | Lilly Wood and the Prick & Robin Schulz | "Po dežju"  | Nika Zorjan        |                      |
| 14  | 22    | Oktober 2014   | "Prayer in C"                   | Lilly Wood and the Prick & Robin Schulz | "Po dežju"  | Nika Zorjan        |                      |
| 15  | 23    | November 2014  | "All About That Bass"           | Meghan Trainor                          | "Lovin' Me" | Maraaya            |                      |
| 15  | 24    | December 2014  | "All About That Bass"           | Meghan Trainor                          | "Lovin' Me" | Maraaya            |                      |

### Letna
Največkrat predvajana skladba leta 2014 je bila »Jubel«, a nikdar na prvem mestu tedenske lestvice. 
| Uvr. | Top rezultat | Skladba                        | Izvajalec                               |
| ---- | ------------ | ------------------------------ | --------------------------------------- |
| 1    | 3            | "Jubel"                        | Klingande                               |
| 2    | 1            | "Stolen Dance"                 | Milky Chance                            |
| 3    | 1            | "Budapest"                     | George Ezra                             |
| 4    | 1            | "Happy"                        | Pharrell Williams                       |
| 5    | 1            | "Waves"                        | Mr. Probz                               |
| 6    | 1            | "Addicted To You"              | Avicii                                  |
| 7    | 1            | "Spet"                         | Tinkara Kovač                           |
| 8    | 1            | "Timber"                       | Pitbull feat. Kesha                     |
| 9    | 1            | "Summer"                       | Calvin Harris                           |
| 10   | 2            | "Can't Remember To Forget You" | Shakira & Rihanna                       |
| 11   | 3            | "A Sky Full Of Stars"          | Coldplay                                |
| 12   | 1            | "Prayer In C"                  | Lilly Wood And The Prick & Robin Schulz |
| 13   | 2            | "Hey Brother"                  | Avicii                                  |
| 14   | 1            | "All Of Me"                    | John Legend                             |
| 15   | 5            | "Rather Be"                    | Clean Bandit feat. Jess Glynne          |
| 16   | 3            | "Blurred Lines"                | Robin Thicke                            |
| 17   | 1            | "Wake Me Up"                   | Avicii feat. Aloe Blacc                 |
| 18   | 7            | "Safe And Sound"               | Capital Cities                          |
| 19   | 7            | "Riptide"                      | Vance Joy                               |
| 20   | 8            | "Nov dan"                      | Muff                                    |
| 21   | 6            | "Am I Wrong"                   | Nico & Vinz                             |
| 22   | 4            | "Get Lucky"                    | Daft Punk                               |
| 23   | 4            | "Bonfire Heart"                | James Blunt                             |
| 24   | 6            | "Best Day Of My Life"          | American Authors                        |
| 25   | 1            | "Rude"                         | Magic!                                  |
| 26   | 4            | "Love Runs Out"                | One Republic                            |
| 27   | 6            | "Liar Liar"                    | Cris Cab                                |
| 28   | 15           | "Counting Stars"               | One Republic                            |
| 29   | 7            | "Pozitivne misli"              | Dan D                                   |
| 30   | 9            | "Demons"                       | Imagine Dragons                         |
| 31   | 5            | "Roar"                         | Katy Perry                              |
| 32   | 4            | "Nobody To Love"               | Sigma                                   |
| 33   | 5            | "Lovers On The Sun"            | David Guetta feat. Sam Martin           |
| 34   | 1            | "All About That Bass"          | Meghan Trainor                          |
| 35   | 8            | "Vandaag"                      | Bakermat                                |
| 36   | 14           | "Story Of My Life"             | One Direction                           |
| 37   | 12           | "Dear Darlin"                  | Olly Murs                               |
| 38   | 16           | "Let Her Go"                   | Passenger                               |
| 39   | 13           | "Nekoč, nekje"                 | Tabu                                    |
| 40   | 7            | "Stay With Me"                 | Sam Smith                               |
| 41   | 8            | "She Moves"                    | Alle Farben                             |
| 42   | 13           | "Paše mi"                      | April                                   |
| 43   | 4            | "Royals"                       | Lorde                                   |
| 44   | 20           | "Another Love"                 | Tom Odell                               |
| 45   | 7            | "Wrecking Ball"                | Miley Cyrus                             |
| 46   | 7            | "Ghost"                        | Ella Henderson                          |
| 47   | 18           | "Just Give Me A Reason"        | Pink feat. Nate Ruess                   |
| 48   | 26           | "Nasmeh življenja"             | Nika Zorjan                             |
| 49   | 8            | "Changes"                      | Faul & Wad Ad & Pnau                    |
| 50   | 17           | "On Top Of The World"          | Imagine Dragons                         |